# Templo de Fortaleza
El Templo de Fortaleza, Brasil, es uno de los templos construidos y operados por la Iglesia de Jesucristo de los Santos de los Últimos Días, el séptimo construido en Brasil, ubicado en el barrio costeño de Dunas frente al instituto FANOR de la ciudad de Fortaleza. Se espera que el templo atienda a fieles de la iglesia en la vecindad de Fortaleza que ahora han de recorrer unos 800 kilómetros hasta el templo de Recife.

## Anuncio
Thomas S. Monson, presidente de la iglesia SUD, anunció la construcción del templo en la ciudad de Fortaleza el 3 de octubre de 2009 durante la conferencia general semi-anual de la iglesia. El templo fue anunciado al mismo tiempo que el Templo de Brigham City, el Templo de Concepción, Chile y el Templo de Sapporo en Japón.  El anuncio elevaría el total de templos en todo el mundo a 151 y el séptimo templo en Brasil.

## Construcción
La ceremonia de la primera palada presidida por David A. Bednar tuvo lugar el 15 de noviembre de 2010, asistiendo a ella únicamente líderes locales y unos 200 invitados adicionales. Con posterioridad a ella se denegó el permiso de construcción porque el edificio presentaba el problema estructural de tener dos pináculos. La Iglesia presentó un segundo diseño de un solo pináculo, el cual fue aprobado por la ciudad en mayo de 2014 otorgándose los permisos para iniciar construcción.
El templo de Fortaleza es un edificio con una sola torre y cúpula construido sobre una pendiente ligeramente ascendente que ofrece hermosas vistas de la ciudad. Los planes para la construcción también incluyen la instalación de una residencia para quienes deban recorrer largas distancias, una capilla y un edificio de mantenimiento. Todo ello construido simultáneamente con la construcción del templo. En marzo de 2017, ya estaban puestas las paredes exteriores de hormigón que sostendrán el edificio, así como el enmarcado estructural para la torre del templo.
El templo duró 7 años y medio desde la ceremonia de la primera palada y la dedicación, uno de los templos que más tiempo duró en ser construido.